# Dacus icariiformis
Dacus icariiformis är en tvåvingeart som först beskrevs av Günther Enderlein 1920.  Dacus icariiformis ingår i släktet Dacus och familjen borrflugor. Inga underarter finns listade i Catalogue of Life.